# (8549) Alcide
(8549) Alcide (1994 FS) – planetoida z pasa głównego asteroid okrążająca Słońce w ciągu 3,81 lat w średniej odległości 2,44 au. Odkryta 30 marca 1994 roku.